# Aterynokształtne
Aterynokształtne (Atheriniformes) – rząd ryb promieniopłetwych (Actinopterygii).

## Występowanie
Aterynokształtne to w większości ryby słodkowodne. Część z nich występuje w wodach słonawych i słonych wodach przybrzeżnych. Występują na całym świecie w odizolowanych od siebie stanowiskach.

## Cechy charakterystyczne
Zazwyczaj dwie płetwy grzbietowe, pierwsza – jeśli występuje – oparta jest na promieniach miękkich. Płetwa odbytowa rozpoczyna się promieniem twardym. Linia boczna słabo zaznaczona lub nieobecna w ogóle.

## Systematyka
Rodziny zaliczane do tego rzędu grupowane są w podrzędach:

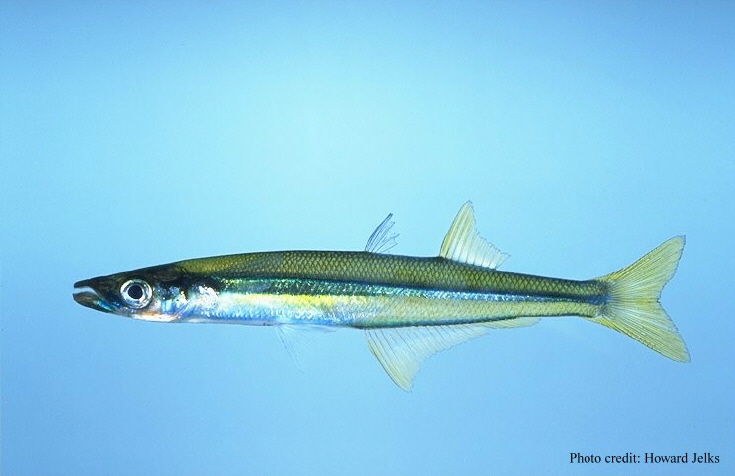
Labidesthes sicculus

Atherinopsoidei:
- Atherinopsidae

Atherinoidei (aterynowce):
- Notocheiridae
- Isonidae
- Telmatherinidae
- Melanotaeniidae – tęczankowate
- Bedotiidae
- Pseudomugilidae
- Atherionidae
- Phallostethidae
- Dentatherinidae
- Atherinidae – aterynowate